# Mitsuru Matsui
Mitsuru Matsui (...) è un crittografo giapponese che lavora come ricercatore alla Mitsubishi Electric.
Mentre conduceva, nel 1990, delle ricerche sui codici di correzione degli errori, fu ispirato dalle pubblicazioni di Eli Biham e Adi Shamir sulla crittanalisi differenziale, e scoprì la tecnica della crittanalisi lineare, pubblicata nel 1993. La crittanalisi differenziale e quella lineare sono le due maggiori tecniche di crittanalisi dei cifrari a blocchi.
L'anno seguente, Matsui fu il primo a pubblicare una crittanalisi sperimentale del DES utilizzando la potenza elaborativa di 12 workstation per un periodo di 15 giorni.
Matsui è anche l'autore dei cifrari MISTY1 e MISTY2 ed il coautore del Camellia e del KASUMI.